# Saint-Firmin (Alpy Wysokie)
Saint-Firmin – miejscowość i gmina we Francji, w regionie Prowansja-Alpy-Lazurowe Wybrzeże, w departamencie Alpy Wysokie.

## Demografia
Według danych na rok 1990 gminę zamieszkiwało 408 osób, a gęstość zaludnienia wynosiła 18 osób/km². W styczniu 2015 r. Saint-Firmin zamieszkiwało 489 osób, przy gęstości zaludnienia wynoszącej 21,8 osób/km².